# Souvenir d'Alsace
 (août 2025).
Motif : Presque aucun contenu et aucune source depuis quinze ans. Pas vraiment de traces de sources centrées.
- Archive Wikiwix
- Bing
- Cairn
- DuckDuckGo
- E. Universalis
- Gallica
- Google
- G. Books
- G. News
- G. Scholar
- Persée
- Qwant
- (zh) Baidu
- (ru) Yandex
- (wd) trouver des œuvres sur Wikidata

| 1. | Préciser le motif de la pose du bandeau. | Précisez le motif de la pose du bandeau en utilisant la syntaxe suivante : {{admissibilité à vérifier\|date=août 2025\|motif=remplacez ce texte par le motif}}                         |
| 2. | Informer les utilisateurs concernés.     | Pensez à avertir le créateur de l'article, par exemple, en insérant le code ci-dessous sur sa page de discussion : {{subst:avertissement admissibilité à vérifier\|Souvenir d'Alsace}} |

Souvenir d'Alsace est une chanson revancharde de 1909.
Les paroles sont de Rolla (Charles Mordacq). Elle était chantée par Henri Dickson.
On y entend le refrain suivant :
Le vieux disait : « Enfants, aimez la France

Sur ce clocher que vous voyez là-bas,

Il flottera le drapeau tricolore,

Un jour, enfants, quand vous serez soldats,

Oui, vous le reverrez encore, encore. »